# Brzyskorzystew
Brzyskorzystew (niem. Birkenfelde)) – wieś w Polsce położona w województwie kujawsko-pomorskim, w powiecie żnińskim, w gminie Żnin.
Wieś szlachecka, położona była w XVII wieku w powiecie kcyńskim województwa kaliskiego. W latach 1975–1998 miejscowość administracyjnie należała do województwa bydgoskiego. Według Narodowego Spisu Powszechnego (III 2011 r.) liczyła 368 mieszkańców. Jest dziewiątą co do wielkości miejscowością gminy Żnin.

## Części wsi
| SIMC    | Nazwa   | Rodzaj    |
| ------- | ------- | --------- |
| 1037057 | Gogółka | część wsi |
| 1037407 | Pawłowo | część wsi |

## Historia
Brzyskorzystew wymieniony został pośród innych polskich miejscowości w roku 1136 w tzw. Bulli gnieźnieńskiej.

## Zabytki
Według rejestru zabytków NID na listę zabytków wpisany jest kościół parafialny pw. św. Katarzyny Aleksandryjskiej, nr rej.: A/29 z 22.11.2000.
Kościół został wybudowany w latach 1826–1828 o konstrukcji szkieletowej z wypełnieniami tynkowymi, na podmurówce z kamieni. Niska kwadratowa wieża nakryta hełmem z latarnią. Wnętrze kościoła zawiera elementy baroku, klasycyzmu oraz neogotyku. Część wyposażenia wnętrza pochodzi z XVII-XVIII wieku.